# Dină
Dina este o unitate de măsură pentru forță. Este egală cu forța imprimată de accelerația de 1 cm/s² asupra unui punct material cu masa de un gram.
1 dyn = 1 g·cm/s² = 10−5 kg·m/s² = 10-5 N

## Vezi și
- Unități care nu fac parte din SI